# 小倉惣次郎
小倉 惣次郎（おぐら そうじろう、1845年4月16日（弘化2年3月10日） - 1913年（大正2年）5月24日）は、日本の彫刻家である。

## 経歴・人物
弘化２年(1845年)
3月10日、上総国君津郡富岡村下郡の農家に生まれる。幼くして久留里町大和田の宮大工興三郎の従弟となる。明治維新後に工部美術学校に入学し、当時同学校に勤務しお雇い外国人として来日していたイタリア人のヴィンチェンツォ・ラグーザから西洋彫刻を学んだ。
卒業後はその西洋彫刻により、日本で初の大理石を用いた人物像を制作した事により名を馳せた。また当時の内閣総理大臣や明治天皇の像等歴史上の人物を数多く制作した事としても知られ、後に後進の指導にも携わり門下からは新海竹太郎や北村四海らを輩出した。墓所は東京都港区の泉岳寺。

## 主な作品
- 『阿新丸像』- 日本で初の大理石を用いた作品[1]。
- 『福島安正像』
- 『伊藤博文像』
- 『大隈重信像』
- 『明治天皇像』